# 카와이
카와이(可愛い)는 일본의 귀여움 문화이다. 매력적이고, 연약하고, 수줍고, 어린애 같은 물건, 인간과 비인간을 지칭할 수 있다. 예를 들면 귀여운 글씨체, 특정 장르의 만화, 애니메이션, 그리고 헬로 키티와 피카츄를 포함한 캐릭터들이 있다.
귀여움 문화 또는 카와이 미학은 일본 대중 문화, 엔터테인먼트, 의류, 음식, 장난감, 개인적인 외모, 매너리즘의 중요한 측면이 되었다.

## 같이 보기
- 애교
- 부릿코
- 캠프 (양식)
- 치비
- 로리콘
- 모에
- 유루캬라